# Charaxes jahlusa
Charaxes jahlusa là một loài bướm thuộc họ Nymphalidae được tìm thấy ở miền nam châu Phi.
Sải cánh dài 43–56 mm đối với con đực và 50–62 mm đối với con cái. Thời gian bay từ tháng 10 đến tháng 3, vài loài bay quanh năm.
Ấu trùng ăn Pappea capensis, Dalbergia melanoxylon, và Haplocoelum foliosum.

## Phân loài
Xếp theo bảng chữ cái.
- C. j. argynnides Westwood, 1864
- C. j. ganalensis Carpenter, 1937
- C. j. jahlusa (Trimen, 1862)
- C. j. kenyensis Joicey & Talbot, 1925
- C. j. kigomaensis van Someren, 1975
- C. j. mafiae Turlin & Lequeux, 1992
- C. j. rwandensis Plantrou, 1976
- C. j. rex Henning, 1978